# Twinbee
TwinBee (ツインビー Tsuinbī?) är ett scrollande shoot 'em up-spel utvecklat av Konami, och ursprungligen utgivet som arkadspel 1985, och senare porterat till hemkonsolerna. Spelaren styr en rymdfarkost, som kan röra sig i åtta olika riktningar.
Spelet släpptes i Nordamerika i mars 2007 på samlingen Konami Classics Series: Arcade Hits till Nintendo DS under namnet Rainbowbell medan spelet behöll det ursprungliga namnet i Europa.

### Fotnoter
1. ↑  ”Twinbee” (på engelska). Mobygames. 17 mars 1985. http://www.mobygames.com/game/twinbee. Läst 14 maj 2015.
2. ↑  ”Konami Classics Series: Arcade Hits” (på engelska). Mobygames. 17 mars 2007. http://www.mobygames.com/game/nintendo-ds/konami-classics-series-arcade-hits. Läst 14 maj 2015.